# Elvin Jones

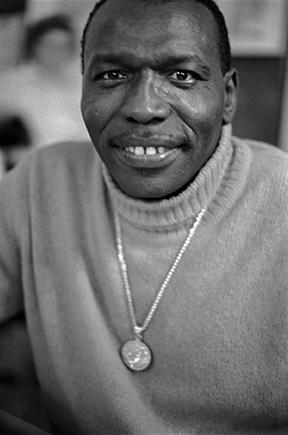
Elvin Jones (1979)

Elvin Ray Jones (* 9. September 1927 in Pontiac, Michigan; † 18. Mai 2004 in Englewood, New Jersey) war ein US-amerikanischer Jazz-Musiker und Bandleader, der als Schlagzeuger des John-Coltrane-Quartetts bekannt wurde.

## Leben und Wirken
Der Afroamerikaner Jones wurde als das jüngste von zehn Kindern einer Musikerfamilie geboren. Zugang zur Jazz-Musik bekam er durch seine Brüder Thad Jones, den bereits 1986 verstorbenen Trompeter und Komponisten, und den renommierten Pianisten Hank Jones.
Seine Karriere begann Jones im Jahre 1955 in Detroit. Nach einer Absage auf eine Bewerbung beim Benny-Goodman-Orchester in New York blieb er der Stadt treu und spielte unter anderem mit Jazz-Größen wie Bud Powell, Miles Davis, Sonny Rollins, Larry Young, Donald Byrd, Charles Mingus und Charlie Parker. 1960 wurde Jones schließlich von Coltrane für sein „klassisches“ John Coltrane Quartet engagiert, dem er bis 1965 angehörte. Während dieser Zeit war er maßgeblich an der Entstehung einiger der berühmtesten Jazz-Alben beteiligt, allen voran John Coltranes A Love Supreme.

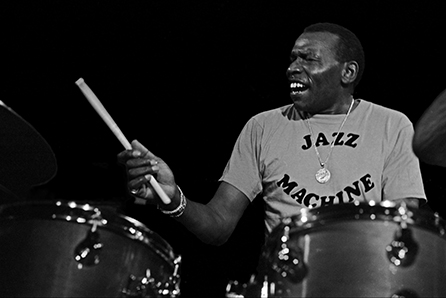
Elvin Jones (1979)

In dem eigenwilligen Western-Film Zachariah aus dem Jahr 1971 übernahm Elvin Jones die Rolle des Bösewichts Job Cain. Nachdem er ein Revolverduell in einem Saloon gewonnen hat, spielt er ein ausdifferenziertes Schlagzeug-Solo.
Nach seinem Abschied aus Coltranes Quartett spielte Jones für sehr kurze Zeit in Duke Ellingtons Orchester und leitete dann seine eigene Band, die Anfang der 1990er unter dem Namen Elvin Jones Jazz Machine bekannt wurde (u. a. mit Stefano Di Battista, Willie Pickens, Frank Catalano und Ravi Coltrane). 1990 wirkte er mit McCoy Tyner an David Murrays Album Special Quartet mit.
Elvin Jones starb 76-jährig nach langer schwerer Krankheit an einem Herzinfarkt.

## Bedeutung

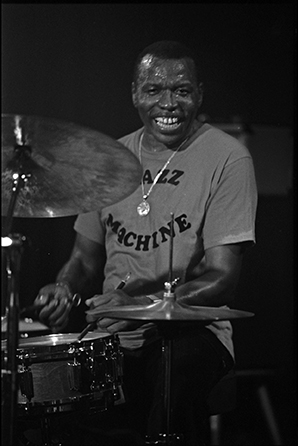
Elvin Jones (1979)

Elvin Jones geht als Stilist in die Geschichte des Jazzdrumming ein; mit den Schlagzeugern Tony Williams und Paul Motian ist er einer der wesentlichen Innovatoren des Jazzdrumming im Modern Jazz und hatte einen hohen Einfluss auf die nachfolgenden Schlagzeuger-Generationen.
In seinem Stil verschmelzen die unterschiedlichsten Facetten. Er spielte mit einer unbändigen Energie, mit einem rauen, aber ebenso weichen Ton, und war trotzdem ein hochsensibler Begleiter. Hervorzuheben ist seine Eigenart, mit der rechten Hand auf dem Ridecymbal das traditionelle Swingpattern zu variieren und umzuphrasieren. Elvin Jones spielte einen sehr weiten, lässigen und luftigen Beat, dem er auf Snaredrum, Bassdrum und Hihat mehrere Lagen an komplexen, hauptsächlich auf Triolen basierenden Polyrhythmen unterlegte. Seine Soli sind komplex verdichtet und basieren auf einer ungewöhnlichen Phrasenbildung mit sehr organischen Spannungsverdichtungen und -auflösungen. Auch seine Spieltechnik setzte – was Unabhängigkeit zwischen Händen und Füßen angeht – neue Maßstäbe.
Der Rolling Stone listete Jones 2016 auf Rang 23 der 100 größten Schlagzeuger aller Zeiten.

## Auszeichnungen
Elvin Jones erhielt die Jazz Masters Fellowship für das Jahr 2003. Die mit 25 000 US-Dollar dotierte Anerkennung der staatlichen NEA-Stiftung ist die höchste Auszeichnung für Jazzmusiker in den USA.

## Diskografie (Auswahl)
| Als Bandleader - Midnight Walk (Atlantic, 1967), mit Thad Jones und Hank Mobley - Puttin’ It Together - The Ultimate - Polycurrents - Live at the Light House - Live at the Village Vanguard (enha, 1974) - Genesis - Heavy Sounds (zusammen mit Richard Davis) - Live in Europe - Revival: Live at Pookie’s Pub (Blue Note, 1967, ed. 2022) mit John Coltrane - My Favourite Things (Atlantic, 1961) - Africa/Brass (Atlantic, 1961) - Olé Coltrane (Atlantic, 1961) - John Coltrane and Johnny Hartman - Impressions (Impulse!, 1963) - Coltrane Plays the Blues - Coltrane „Live“ at the Village Vanguard - Coltrane - The John Coltrane Quartet Plays - Coltrane’s Sound - Ascension - Crescent - A Love Supreme - First Meditations (For Quartet) | Philly Joe Jones & Elvin Jones - Together! (Atlantic, 1961) Elvin Jones/Jimmy Garrison Sextett - Illumination! mit Ornette Coleman - New York Is Now - Love Call mit Tommy Flanagan - Tommy Flanagan Overseas mit Jimmy Forrest - All the Gin Is Gone (Delmark; 1965) mit David Murray - Special Quartet mit Sonny Rollins - Live At The Village Vanguard - East Broadway Rundown mit McCoy Tyner - Plays Duke Ellington - The Real McCoy mit Roland Kirk - Rip, Rig and Panic mit Wayne Shorter - Night Dreamer - JuJu - Speak No Evil mit George Mraz - Youngblood |

## Filmografie
- 1971: Zachariah (The first electric Western), Regie: George Englund, USA.

### Musikbeispiele
- Philly Joe Jones & Elvin Jones: Le Roi auf YouTube
- Elvin Jones feat. Hank Mobley: Midnight Walk auf YouTube
- Elvin Jones: Pollen auf YouTube